# Історія Харкова
Назва міста Харків походить, імовірно, від річки Харків, хоча російський історик Микола Аристов пов'язує Харків з давнім половецьким поселенням Шарукань в околиці сучасного Харкова. Слід відкинути, як продукт народної етимології, й переказ, за яким назва Харків походить від одного з перших поселенців — козака Харка.
Археологічні розкопи на території Харкова доводять, що тут було поселення вже за бронзової доби у II тисячолітті до н. е.; є також знахідки зі скіфського (VI—III ст. до н. е.) та сарматського (II—I ст. до н. е.) періодів; в околицях Харкова знайдено ранньо-слов'янські сліди Черняхівської культури (II—VI ст.) та слов'янське городище Донецьке з княжої доби. Проте, в XII—XVII ст. теперішня територія Харкова належала до Дикого Поля, що його опановували половці, а згодом татари.

## XVII—XVIII століття

### Час заснування

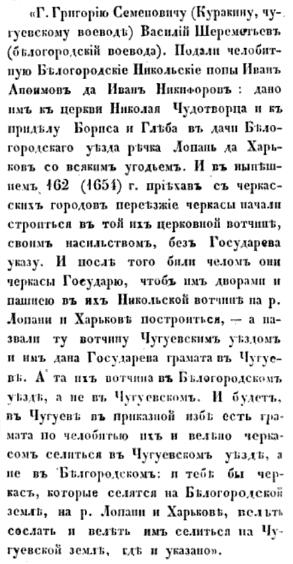
Документ 1654 року, на підставі якого ведеться літочислення міста Харкова

Вік міста підраховують виключно за першою письмовою згадкою, що дійшла до наших днів, в офіційних джерелах — за скаргою на розорення білгородських церковних угідь харківськими черкасами в 1654 році і за чолобитною Білгородського священика про землі 1657 року, де сказано, що на місці міста була Нікольська вотчина між річками Лопань і Харків, на якій оселилися черкаси в 7162 (1653/1654) році і на якій у 7163 (1654/1655) збудували місто. Завдяки цим документам Багалій назвав загальноприйняту дату заснування — 1654 рік.

### Подальша історія

Мапа полків Слобідської України в 1764-му. Білим кольором — сучасні кордони

Документ про перебудову Харківської фортеці. 1656 рік

Формально Харківщина належала з початку 17 ст. Московському царству, але тут не було жодної влади й осілого населення. Московські царі розсилали сторожу й розвідувальні групи зі служилих людей, будували укріплення й оборонні лінії проти кримських татар та ногайців: «білгородська», «ізюмська» та «українська» лінії. Поставали перші поселення — слободи з російських поселенців, а ще численніші українські поселення втікачів з Гетьманщини й Правобережжя. У середині 17 ст. вони заснували ряд українських поселень на Харківщині (див. Слобідська Україна).
1655 року ватага українських козаків під проводом «осадчого» І. Каркача оселилася поблизу харківського укріплення. Козаки збудували оселю довкола фортеці, що вже існувала раніше на височині між р. Харковом і Лопанню, оточеній лісами і болотами. Московський воєвода Селіфонтов поширив на них свою владу, але у внутрішні справи козацьких поселенців не втручався, і вони рядили свої справи за «черкаським звичаєм». Українські поселенці допомогли збудувати нове укріплення та несли оборонну військову службу. 1655 р. в Харкові жило бл. 600 служилих людей, а всього населення бл. 2000. Назагал Харків у 17 ст. був військово-оборонним форпостом та хліборобським містом. Частина мешканців займалася ремеслом і торгівлею і жила на території укріплення, але більшість оселялася в слободах навколо укріплення й займалася хліборобством. Селяни мали право користуватися землею, займалися ремеслами і зберігали козацькі вольності.
У 1660—1662 роках добудовано нове приміське укріплення, а в старій фортеці постали нові військові (башти, брами, порохівня) й адміністративні («государев» двір й ін.) споруди та церкви. У 1670-х pp. фортеця занепала і почала називатися Старим містом, а острогом звалося нове укріплення, побудоване за воєводи Сухотіна. Харків збільшувався навколо фортеці, а його міська територія на початку 18 ст. поширювалася за pp. Лопань і Харків.
За російсько-шведської війни, у зв'язку з виступом І. Мазепи й заворушенням донських козаків, Петро І доручив розбудувати харківське укріплення. 1724 року Харків уже нараховував 61 вулицю і 1300 дворів.
Царський уряд почав також накладати додаткові грошові й службові обов'язки на населення, зокрема на козаків-підпомічників, поступово обмежено вибір козацької старшини. Внаслідок призначення царського бригадира при козацькому полку та втручання військового начальства полкова старшина зазнала обмежень. Повинності козаків на користь царської армії ставали щораз важчими.
1732 року була спроба замінити слобідські козацькі полки на армійські. Заснований у 1659—1660 роках Харківський полк як адміністративно-військова одиниця належав до найбільших у Слобідській Україні. 1732 року він нараховував 135 осель, у яких жило 75 000 мешканців, у тому числі 5870 козаків. У складі полку було 18 сотень.
Через малу кількість некозацького (російського) населення на території полку 1706 року тимчасово ліквідовано воєводське управління, а влада полкової старшини поширилася на все населення.
Бувши полковим містом, Харків став адміністративним осередком; тут діяли полкова канцелярія і суд. Старшину обирали на козацьких радах, але її затверджував царський уряд. До видатних полковників належали І. Сірко, І. Шидловський тощо. Харків був осідком полку майже ціле століття (до 1765 р.).
Життя в давньому Харкові відзначалося його оборонно-піонерським характером і положенням на степовому пограниччі. Це поступово змінювалося в міру того, як кордон російської держави посувався на південь. Але татари ще іноді нападали на Харків і підміські поселення, грабуючи їхніх мешканців.
Харків'яни брали участь у російських походах на Крим, Азовське море та у Північній війні, як і в російсько-польських конфліктах. Участь у цих війнах серйозно підірвала силу Харківського полку і матеріально ослабила харків'ян. Населення також потерпіло від пожежі 1733 р. та від чуми (1733, 1741).

План Харківської фортеці. 1742 рік

У подібному стані були й інші полкові осередки Слобожанщини. Але Харків почав серед них вибиватися на передове місце не так своїм адміністративним і військовим значенням, як завдяки вигідному економічному і торговельному положенню. Водночас місто почало грати провідну культурну роль у прикордонні. У 18 ст. розрослися харківські ярмарки (4 рази на рік). Сюди привозили товари з балтійських портів і центр. районів Росії, з Криму, Херсону, Києва, Польщі, Сілезії, Молдавії та нім. м.
1726 р. білгородський єпископ Є. Тихорський перетворив монастирську школу в Харкові на колегію, яка до заснування Харківського Університету була найвідомішим навчальним закладом Слобожанщини; одночасно поставали початкові і середні школи.
1765 року царський уряд скасував полкову самоуправу Харкова, козацьке населення перетворилося у своїй масі на військ. поселенців, і на нього накладено різні податки й інші повинності. З 5 слобідських полків утворено адміністративно-територіальну одиницю — губернію з осідком у Харкові.
1780–1796 — замінено губернію на Харківське намісництво, потім знов на Слобідсько-Українську, а з 1836 р. — на Харківську губернію. Якийсь час, крім губернатора, резидували в X. і генерал-губернатори, які очолювали кілька губерній: Харківську, Полтавську і Чернігівську.
У 1885 році тимчасове генерал-губернаторство скасоване.
Населення Харкова далі диференціювалося. Частина козацької старшини перейшла в стан російського дворянства, а рядове козацтво було закріпачене; у місті далі зростала верства ремісників і торгівців, поставали цехи.
Під наглядом губернатора і намісника Харків поступово розбудовувався; за шаблонами рос. міськ. будівництва, визначуваними з Петербургу, зведено ряд урядових та приватних міщанських і торг. будинків. На території укріпленого м. збудовано Покровський монастирський собор (1689, зберігся досі), губернаторський будинок (1766 — 77), кам'яний корпус «присутствених місць» (будівництво розпочато 1785), Успенський кафедральний собор (1783) з дзвіницею і забудуваннями. На кін. 18 ст. в X. було 10 церков, у тому ч. 4 дерев'яні. Значний вклад у розбудову X. вніс архітектор П. Ярославський.

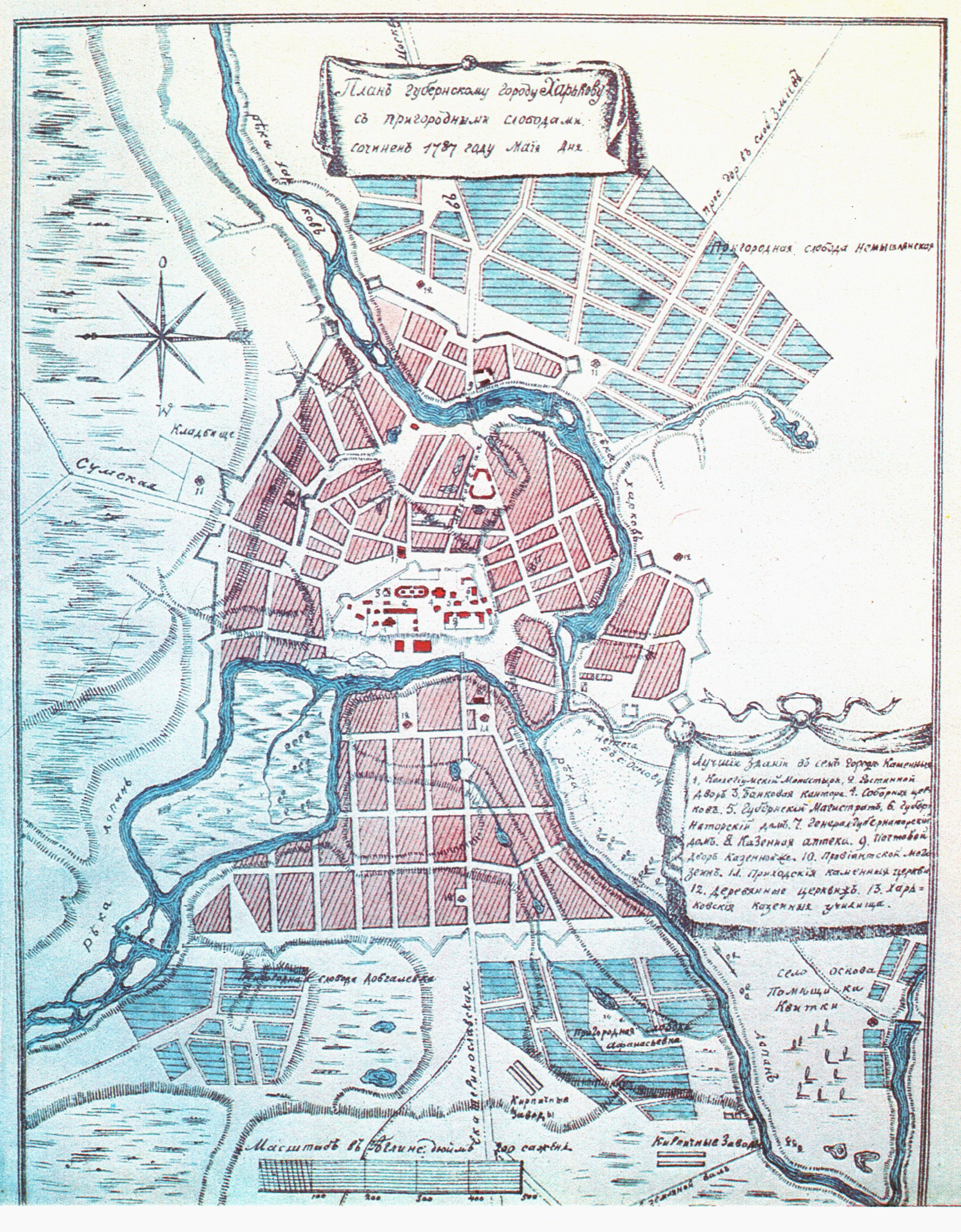
Мапа Харкова 1787 року

## XIX— початок XX ст
1799 постала окрема Харківська єпархія. Після суд. реформи 1867 Xарків став осідком суд. округи з окремою суд. палатою. З суспільнокульт. погляду переломовою подією в історії Xаркова було заснування 1805 заходами В. Каразина й українського дворянства Харківського Університету, що змінив провінційне місто півдня Росії на важливий сх.-укр. освітній центр. При університеті застосувалися наукові установи, поставали нові види, активізувалося культурне життя. У 19 ст. засновано у Xаркові 4 хлоп'ячі гімназії та кілька дівочих середніх шкіл. 1873 відкрито ветер. інститут, що розвинувся з сер. ветер. школи, 1885 — Технологічний Інститут, в 1916 — Харківський комерційний інститут. На другу половину 19 ст. припадає відкриття ряду фахових шкіл: торг., технічної, залізничної, музичної, рисувальної, земської акушерської тощо.
Харків мав міське самоврядування. До 1870 членів міської думи обирали за становим порядком, а пізніше за майновим цензом. Розбудова міста тривала далі; зведено будинки: дворянського зібрання (1815 — 20, архітект Є. Васильєв), кадетського корпусу (1825 — 28), дзвіницю Успенського собору (архітект А. Тон), міський театр (1840 — 43), ряд торгових і приватних будинків. У стилі будівництва далі переважала приписана так звана «губернська архітектура». У другій половині 19 ст. споруджено корпус технологічного інституту (1879 — 85), будинок міської думи (1885).

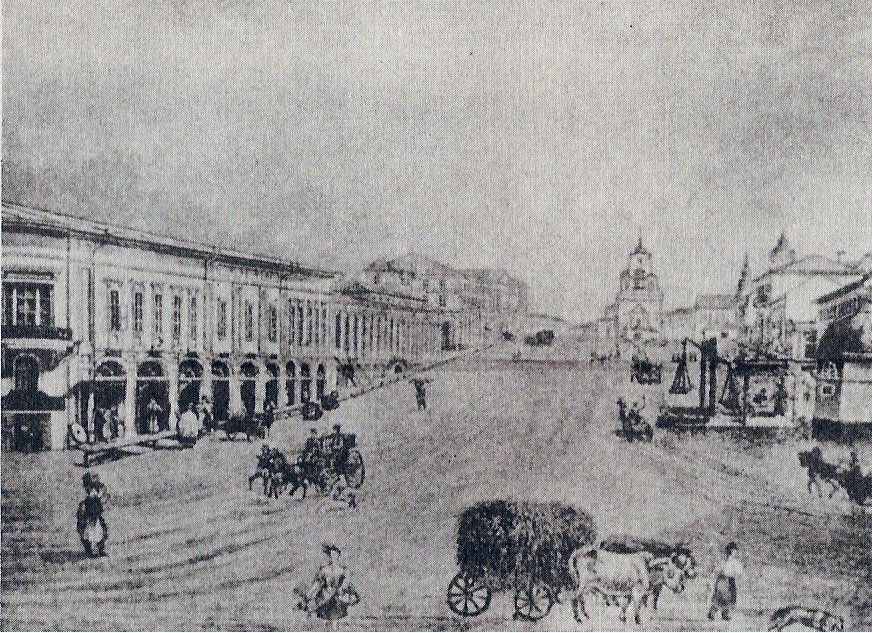
Миколаївський майдан у 1840-х роках

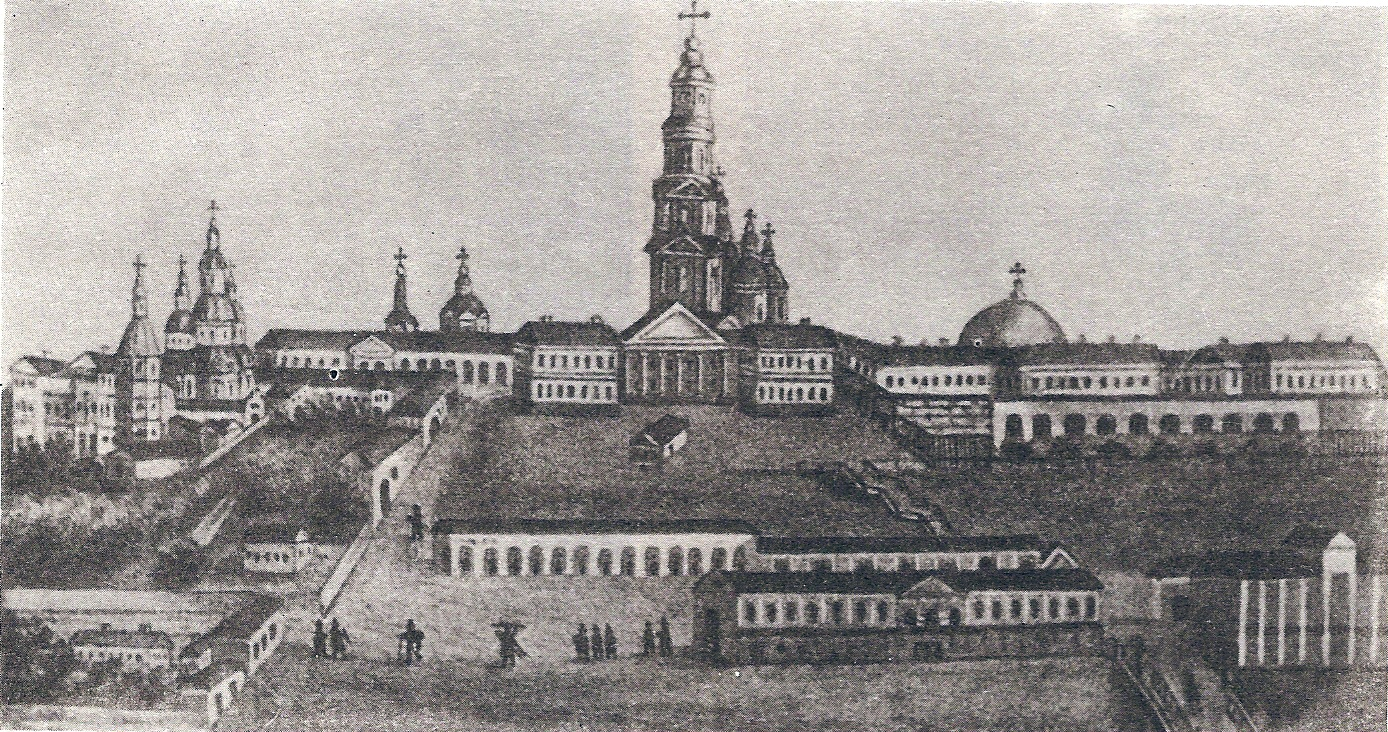
Центр Харкова у 1840-х роках

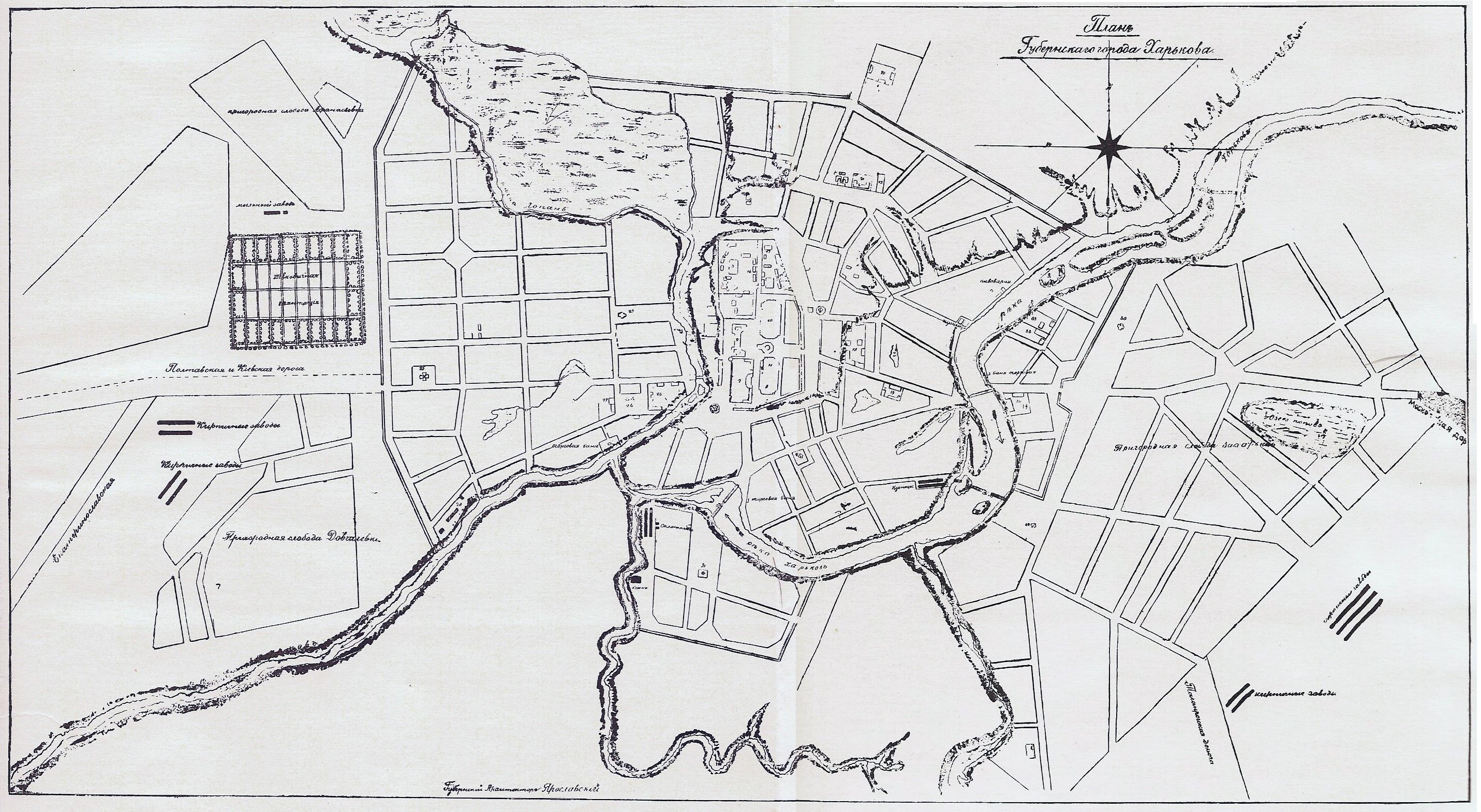
Мапа Харкова 1804 року

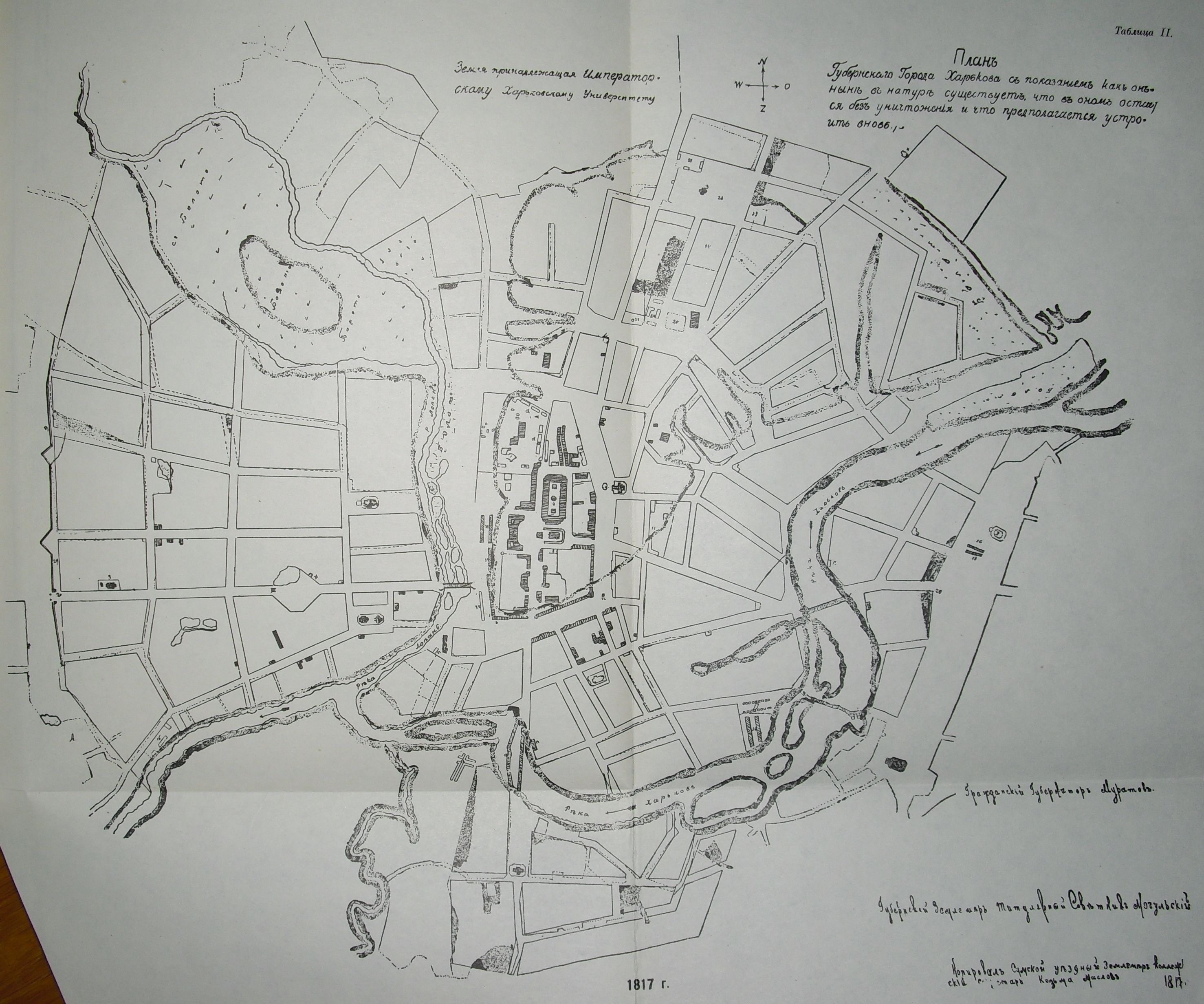
Мапа Харкова 1817 року

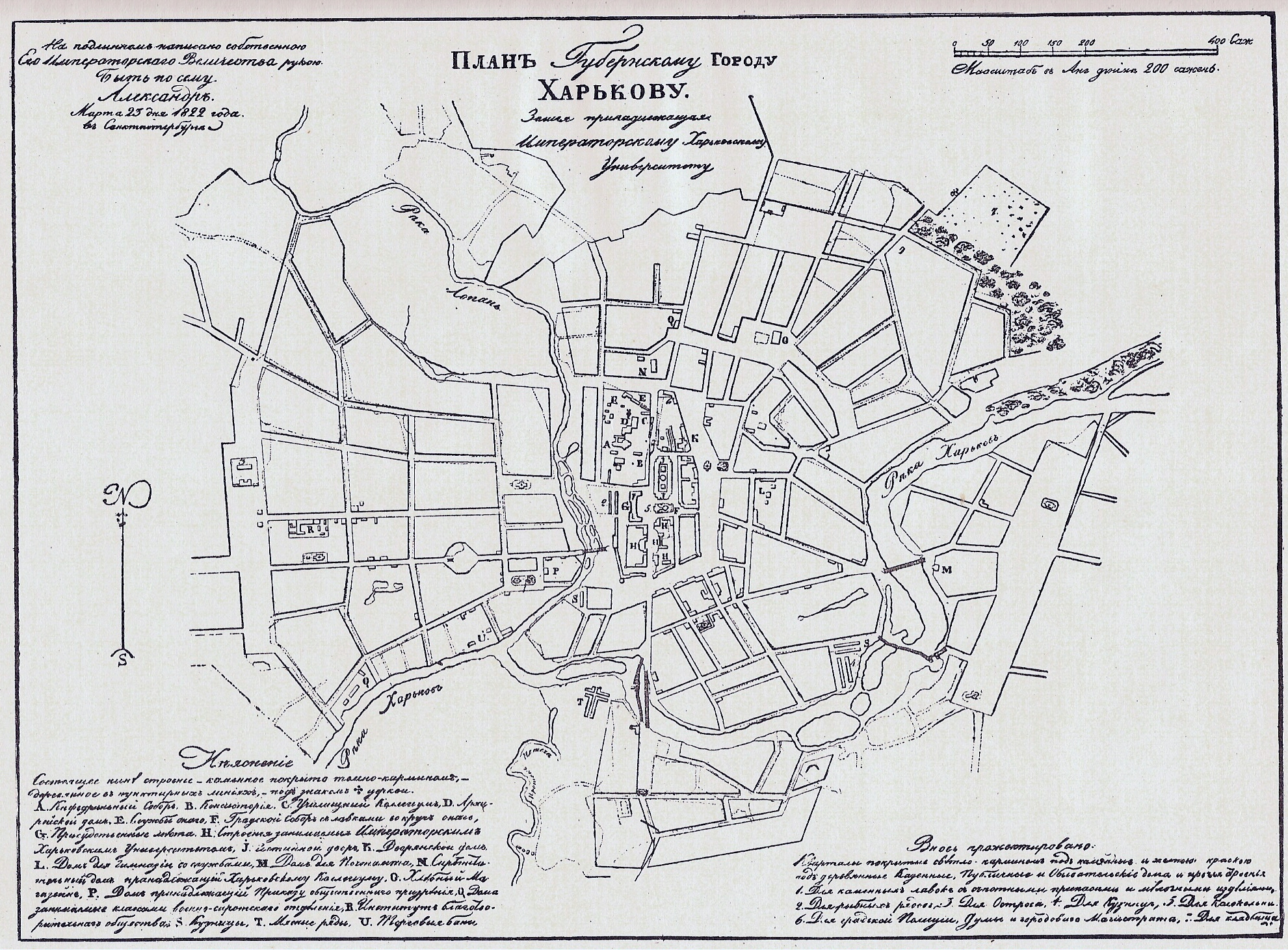
Мапа Харкова 1822 року

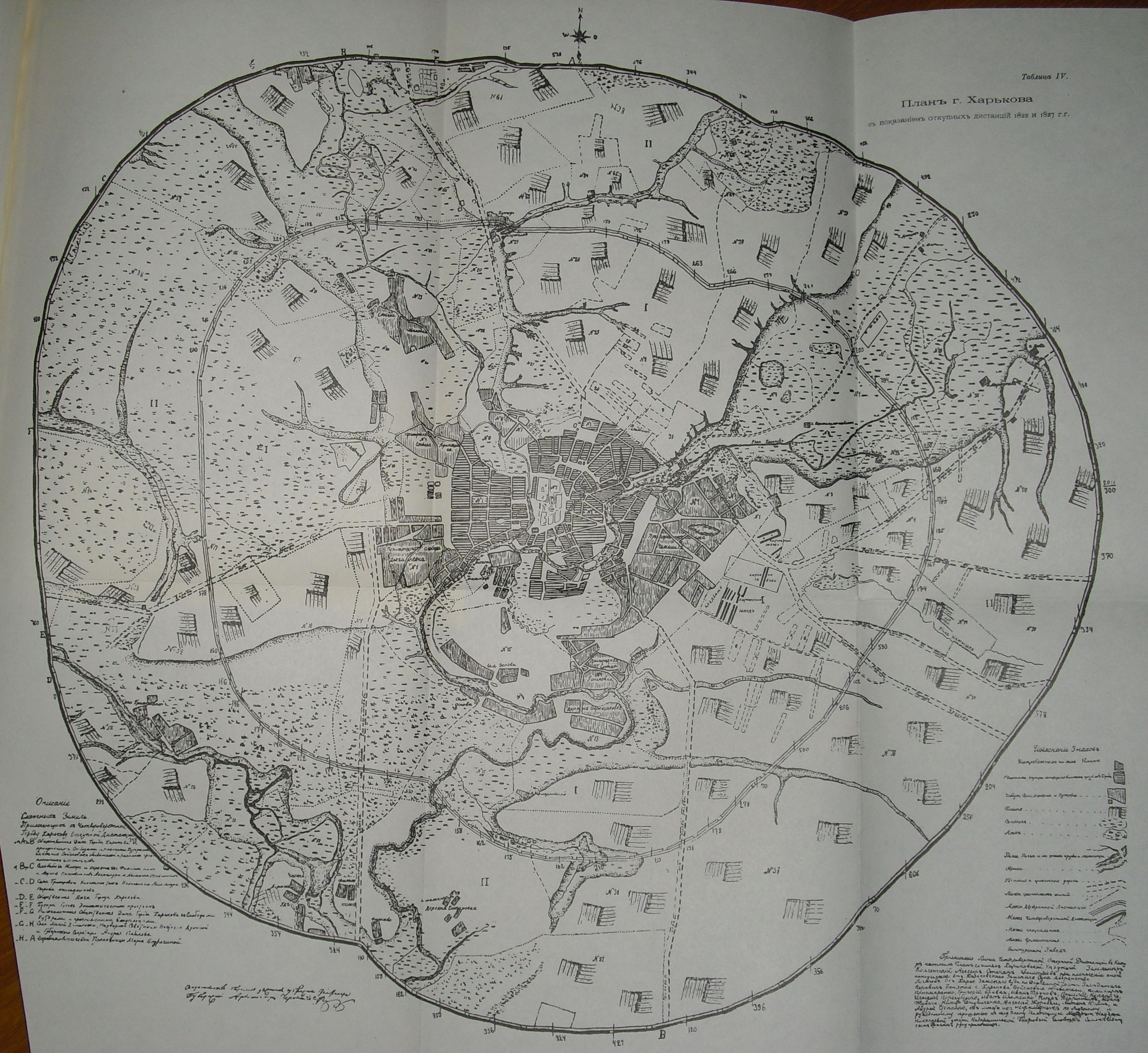
Мапа Харкова 1822—1827 рр.

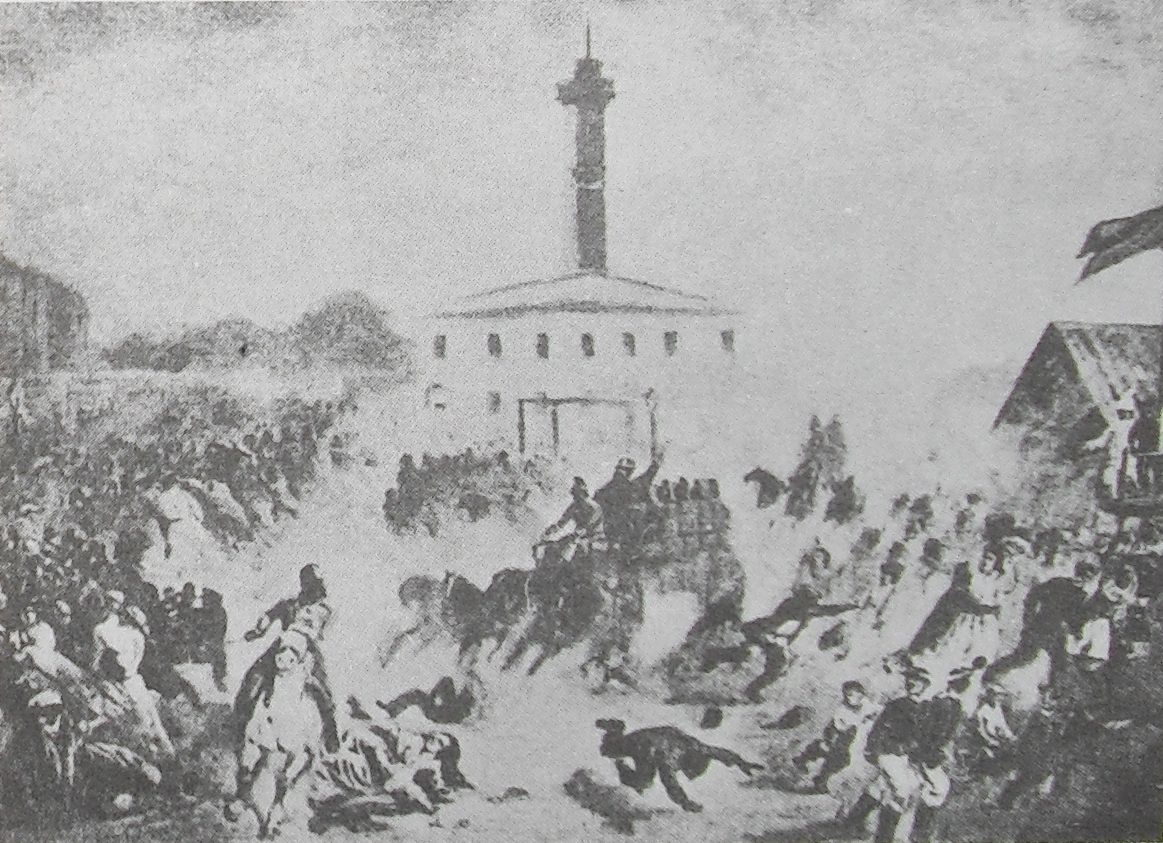
Виїзд пожежного обозу на людей на Михайлівському майдані Харкова 17 квітня 1872 р.

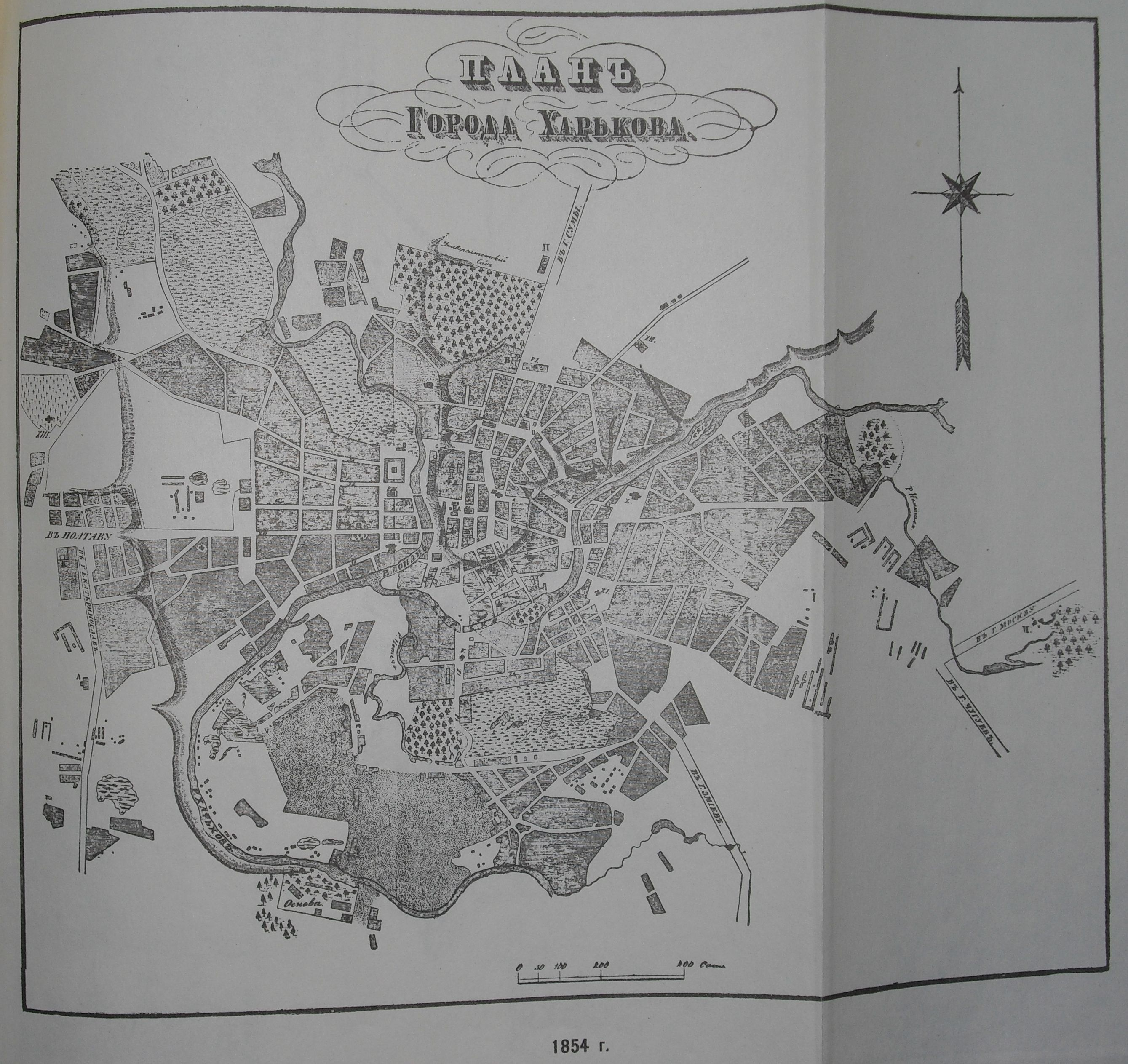
Мапа Харкова 1854 року

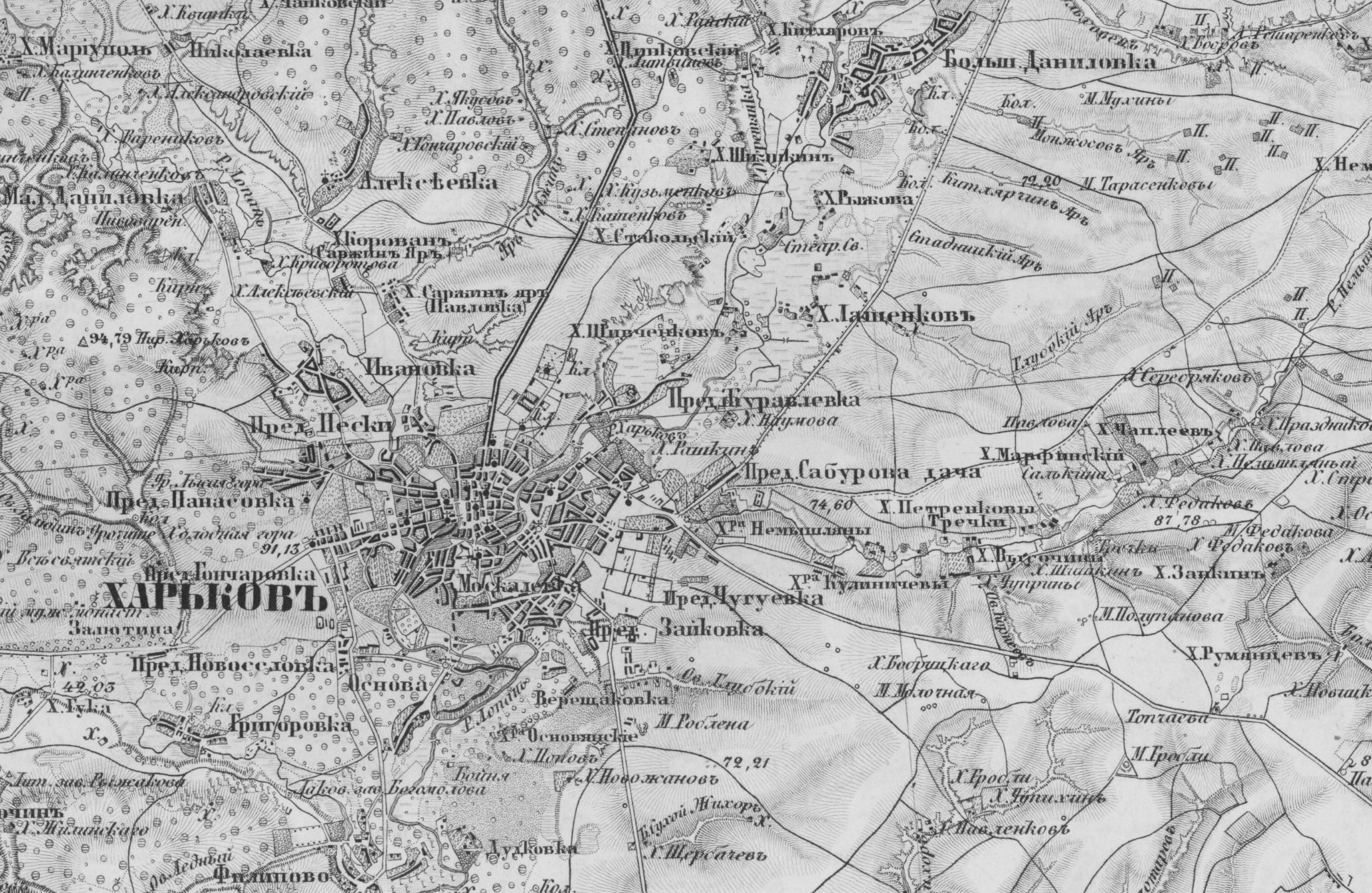
Мапа Харкова та навколишніх поселень 1863 року

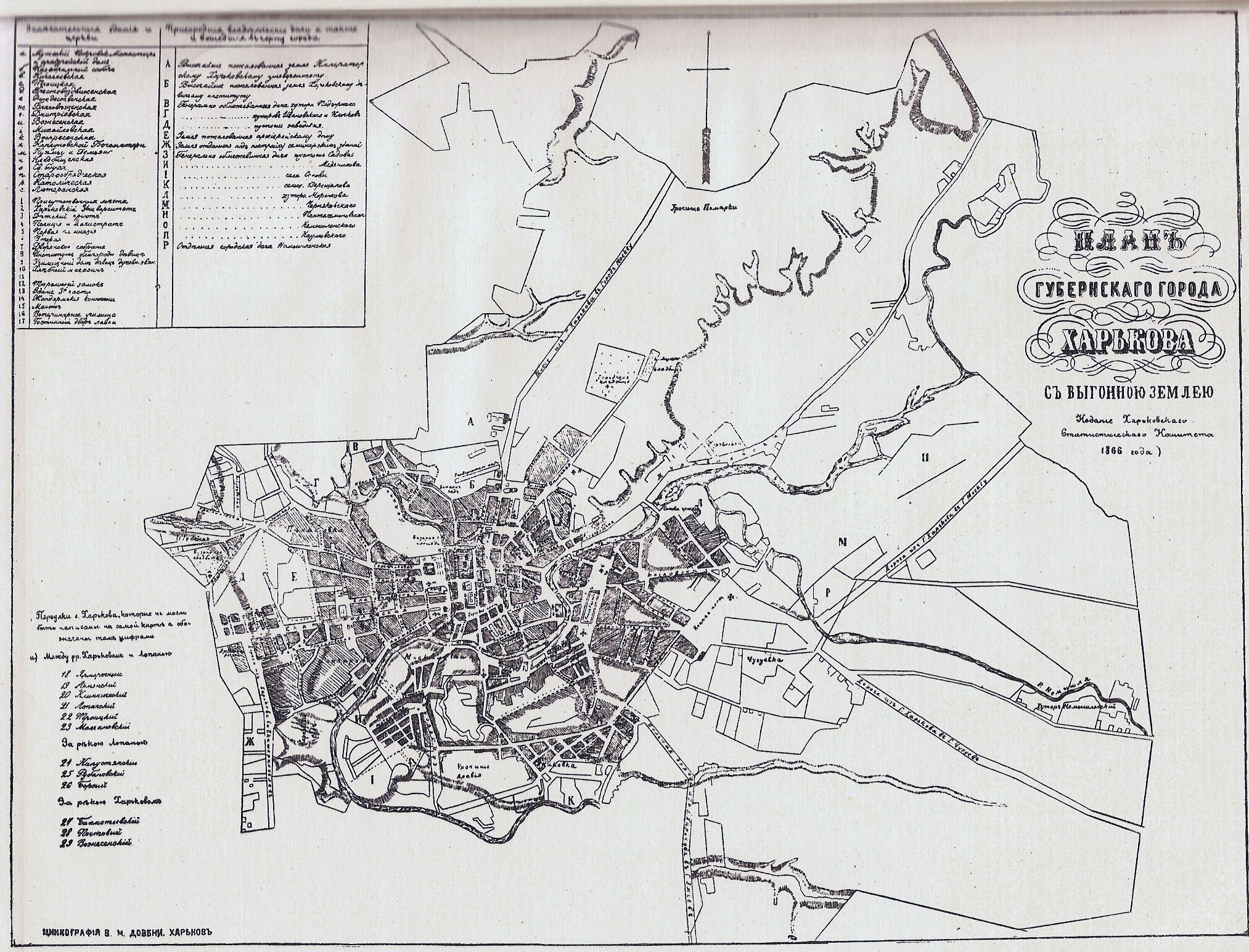
Мапа Харкова 1866 року

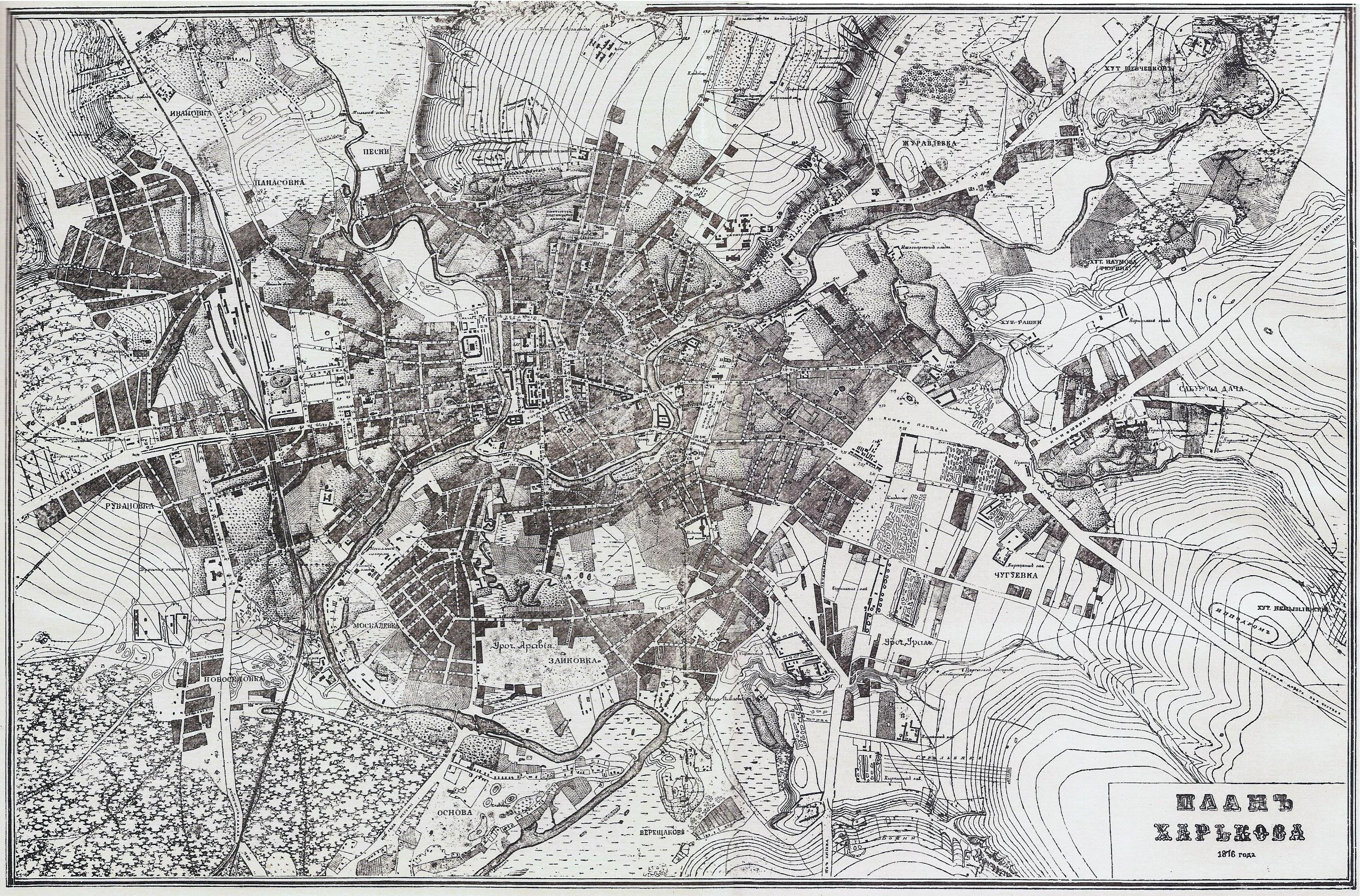
Мапа Харкова 1876 року

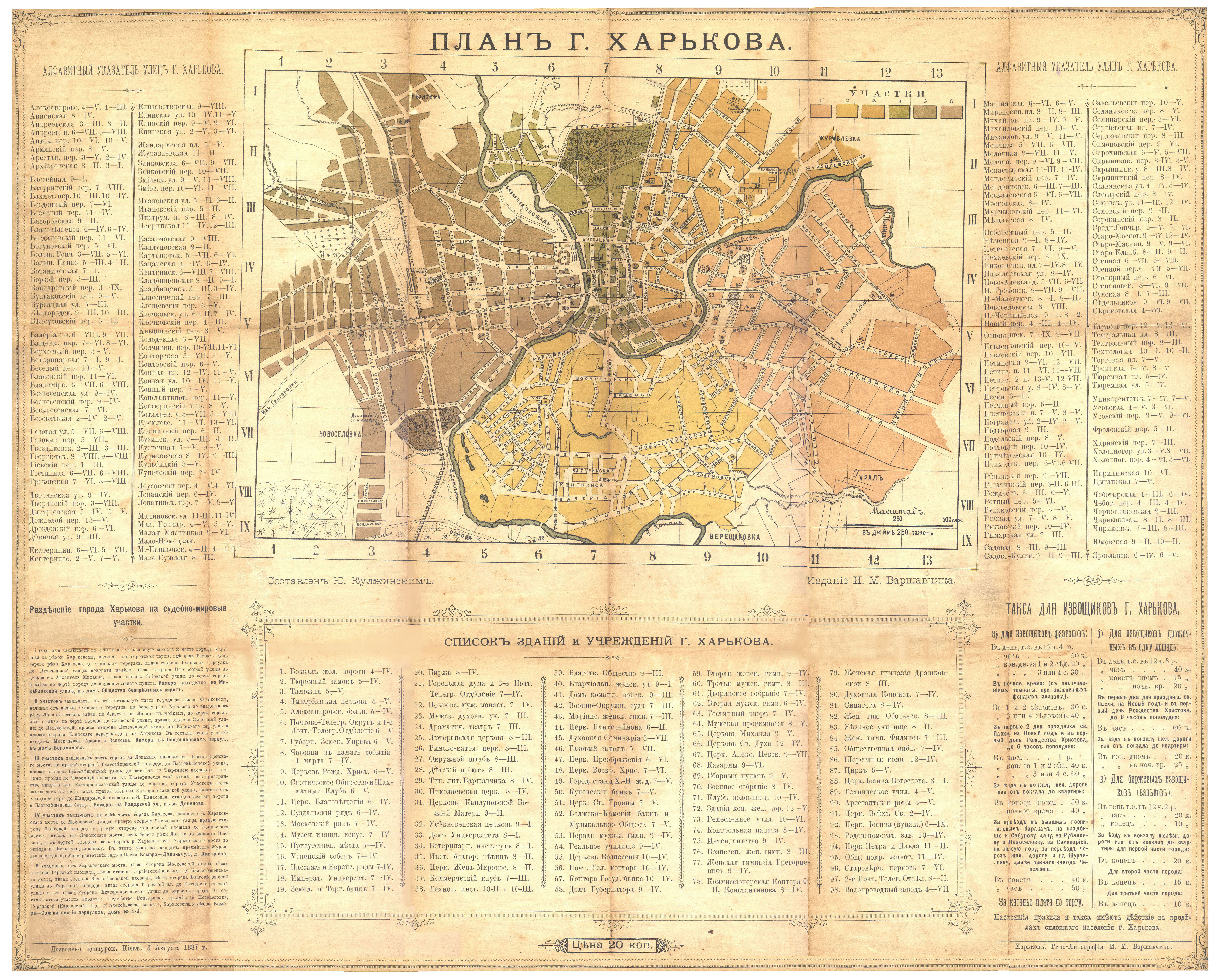
Мапа Харкова 1887 року

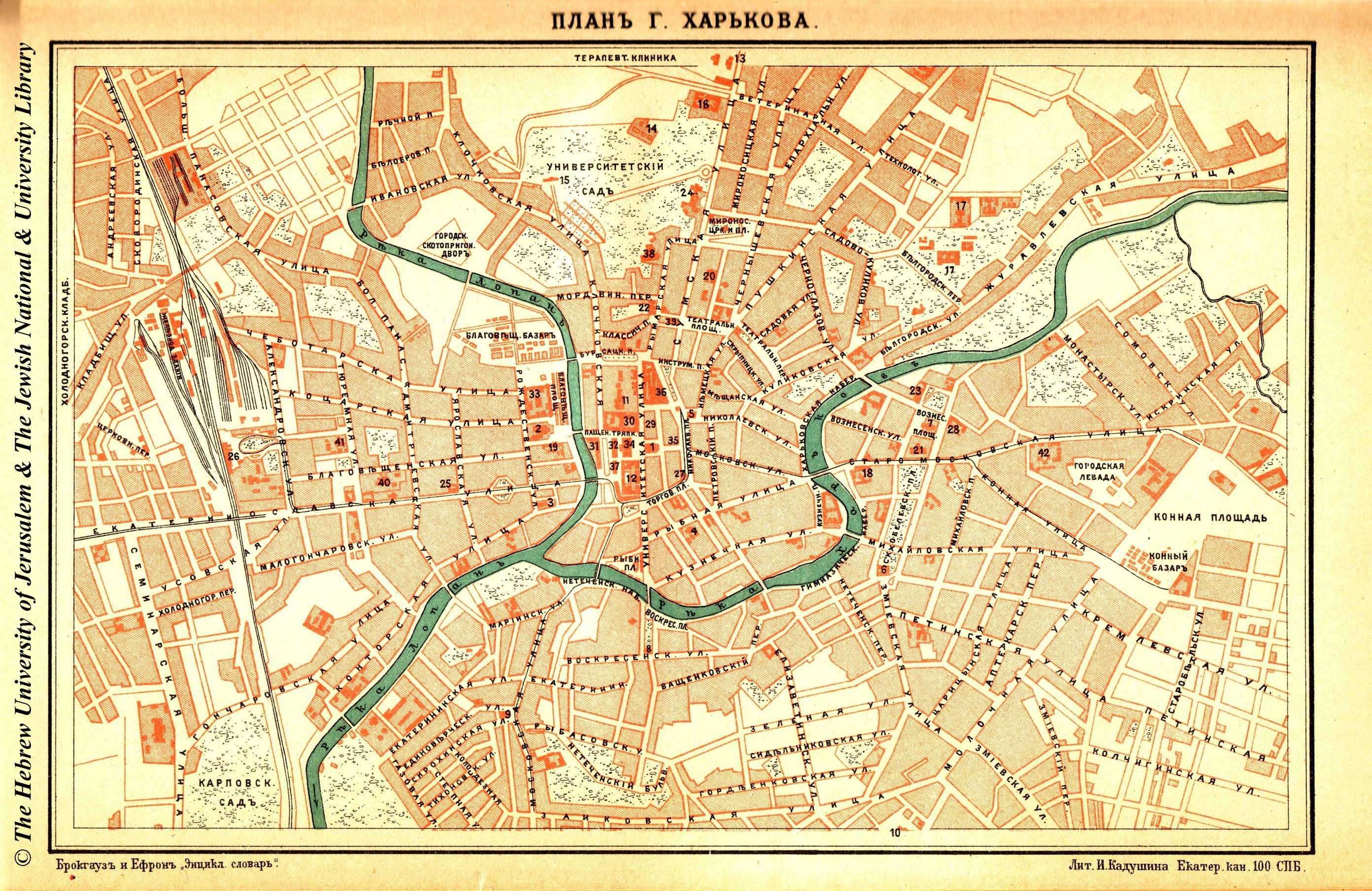
Мапа Харкова 1903 року

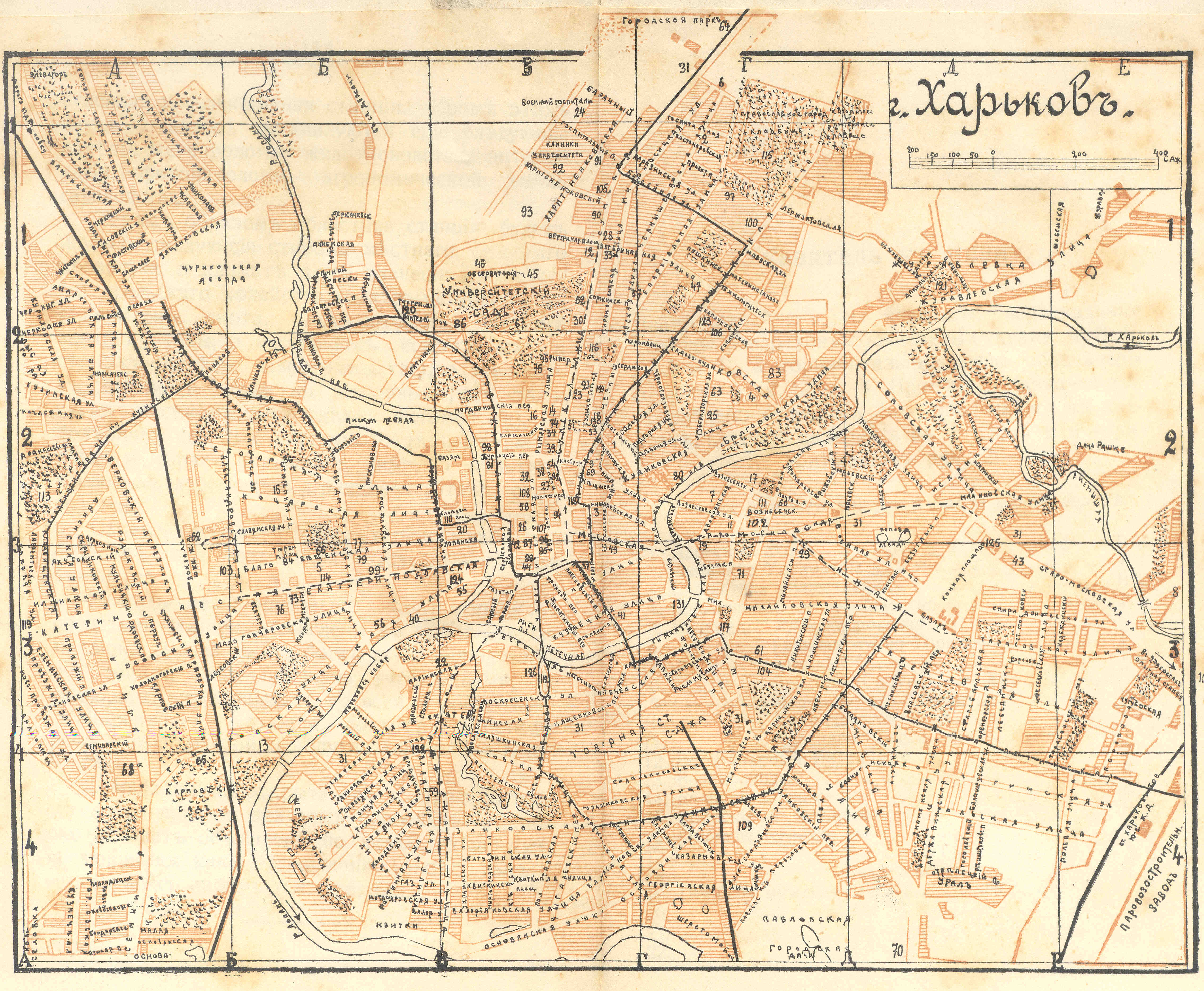
Мапа Харкова 1914 року

У 1890-х pp. низку будинків збудував архітект О. Бекетов. З'явився стиль модерн, (теперішній мед. інститут, купецький банк, житлові будинки). Архітект К. Жуков збудував в укр. стилі будинок школи живопису і малювання (1913). Проте впорядкування м. було занедбане. До 1830 вулиці не були забруковані і в дощову погоду робилися непроїжджими. Харків мав славу «брудного міста». Потім вулиці почали мостити бруківкою; під кінець 19 ст. майже всі вони були забруковані. Вода з річок X. не була придатна до пиття, а водогін закінчено щойно 1881. 1912 — 13 поширено водогін і побудовано водонапірну башту для центр. вулиць; другорядні вулиці й окраїни м. користувалися.. колодязями. Щойно 1912 почали будувати каналізацію. Газове освітлення застосовано в 1880-х pp., а з 1898, почавши від окраїн м., — електричне. 1882 відкрито кінну залізницю, т. зв. конку, власником якої було з 1886 бельгійське акційне товариство; 1906 прокладено першу трамвайну лінію. Першу залізницю доведено до X. 1869, відтак прокладено через X. лінії: X. — Ростов і X. — Київ (1873), X. — Лозова і X. — Полтава (1875), X. — Балашов і X. — Вовчанське (1899).
Невпинно зростало ч. населення X., з 1800 до 1917 воно збільшилося в 30 разів: 1801 бл. 10 тис., 1837 — 23, 1861 — 50, 1881 — 128, 1901 — 198, 1917 — 297. Зростання ч. меш. відбувалося не так у висліді природного приросту, як завдяки приєднанню до X. підміськ. осель та допливу нових меш., зокрема робітників. Крім ремесла і домашнього промислу, зростала промисловість. Уже 1810 почали діяти міделиварні та металообробні майстерні; 1820 відкрито фабрику сірників, а 1835 чавунно-міделиварний зав. В 1855 діяли в X. такі підприємства: 2 міделиварні, 2 чавуннолйварні, 3 шкіряні, 4 вовномийні, 2 миловарні, 5 свічкових, 10 каретних, 3 цегельні, 5 тютюнових, 2 воскобійні, 3 ватні, одна кахельня, вирібня шроту, олійня. На всіх підприємствах працювало разом понад 2000 робітників. За 1871 — 1900 pp. ч. фабрик і зав. зросло з 79 до 259, серед яких переважали машинобудів. і металообробні (бл. 60). Ч. робітників 1900 доходило до 12 000. З великих промислових закладів постав зав. с.-г. машинобудування (теперішній Харківський зав. транспортного машинобудування ім. В. Малишева); у 1900-х pp. були збудовані чавуноливарний та машинобудів. (завод М. Ф.фон-Дітмара, теперішній «Світло шахтаря»); за першої світової війни перенесено з Риги до X. Рос. балтицький електромех. зав. (сучасний Харківський електромех. ім. 50-річчя Жовтневої революції),. 1904 в X. було понад 1 200 пром. підприємств з бл. 17 000 робітників, 13 чавуноливарних і машинобудів., 8 цегельно-черепичних і кахлевих, 12 миловарних, 4 свічкових, 5 кондитерських, 5 тютюнових, 3 броварні, 4 деревообробні, 4 вовномийні, 2 млини, 26 друкарень, З олійних фарб і лаків та ін. Крім того, були сотні кустарних підприємств. Число усіх робітників доходило 40 — 45 000, у тому числі 28 000 ремісників.
17 квітня 1872 року в перший день Великодня, на Михайлівському майдані Харкова відбулися масові заворушення, викликані невдалими розпорядженнями пристава 2-ї ділянки Харкова Шмельова. Він, щоб втихомирити натовп п'яних людей, наказав їздити по площі пожежному обозу. А від отриманих ударів померло кілька людей. Заворушення вляглися тільки через три дні, за активної участі архієпископа і губернатора. На згадку про цю подію на Михайлівській площі в 1899 р. було закладено будівлю судових установлень, яку відкрили у вересні 1902 р.
Лікувальних установ у Xаркові було обмаль: 1878 — 4 лікарні, 1904 — 8, усіх лікарів у м. 390: Кредитно-фінансових установ (банків) 1901 було 13, з 1867 постійно діяла в X. біржа. Завдяки розбудові транспорту й торг. використанню Чорного й Азовського м. X. став важливим центром півдня Рос. Імперії.
Збільшення пром. робітництва відбувалося за рахунок приїжджих, гол. з неукр. губ. Рос. пролетаріат переважав над укр., як також торг. й ремісничий стан та класа урядовців і різночинців були в більшості неукр.
Українське життя Харкова розвивалося переважно в осв., земських і кооп. установах. У 1820-х pp. Харків був поважним осередком укр. культ. відродження (Харківська школа романтиків); тут з'явилися перші видання з мовознавства, етнографії, історії, літературні твори народною мовою. 1812 почав виходити перший пресовий орган в Україні під Росією, «Харьковскій Еженедѣльникъ», а 1816 — сатиричний журнал «Харьковскій Демокритъ», в якому деякі твори друкувалися українською мовою; тоді ж почав з'являтися «Украинскій Вѣстникъ», 1817—1818 виходили «Украинскія извЂстія» А. Вербицького та «Украинскій Домоводъ» Ф. Пильгера; 1824—1825 видавався при Харківському Університеті «Украинскій Журналъ». У Харкові працювали культ. діячі і письм. укр. відродження: Г. Квітка-Основ'яненко, П. Гулак-Артемовський, Л. Боровиковський, М. Петренко, О. Корсун, А. Метлинський, історик М. Костомаров та ін.; з'явилися неперіодичні зб. "Украинскій Альманахъ (1831), "Украинскій Сборникъ (1838), «Утренняя ЗвЂзда» (1839) і «Молодикъ» (3 кн., 1843 — 44). З періодичної преси почали з'являтися в Харкові російські газети, які приділяли увагу й українським справам: «Харьковскія губерниальныя вѣдомости» (з 1838), «Єпархиальныя вЂдомости» (1866), «Харьковъ» (1877—1880), З 1880 А. Йозефович видавав впливову газету у відносно ліберальному дусі «Южный край»; з 1898 виходив «Харьковскій листокъ». Разом періодичних видань у Харкові на початку 20 ст. було 19.
Початок театрального життя в Харкові датується кінцем 18 століття, але щойно 1842 збудовано окремий будинок для театру, заснованого 1790. У 1816 — 21 у Харкові виступав М. Щепкин(також і в укр. п'єсах І. Котляревського), з 1832 І. Дрейсіг, а згодом К. Соленик. 1870 почалися оперні вистави. У 1880 — 90-х pp. у Харкові виступали зі своїми трупами діячі укр. театру М. Кропивницький, М. Садовський, П. Саксаганський, М. Заньковецька та ін. На початку 20 ст. Г. Хоткевич організував робочий театр. На переломі 19 і 20 ст. у Харкові роблено перші спроби в ділянці кіна; хронікальні фільми робив А. Федецький, а художні О. Олексіенко. Тут працювали українські мистці: Д. Безперчий, С. Васильківський, М. Ткаченко, Марія Раєвська-Іванова, П. Любченко, М. Беркос, М. Самокиша та інші.
Загально-російські опозиційні рухи знаходили відгомін і в Харкові. У 1850-х pp. тут діяла група активної антирежимно наставленої інтелігенції, що оформилася у так зване Харківсько-Київське таємне товариство, пізніше діяли народники, гуртки «Земля і воля», «Нар. воля». Були відкриті (з ініціативи X. Алчевської) недільні школи. У ділянках осв., госп. і суспільній працювали земства і кооперація; зокрема 1878 відбувся таємний земський з'їзд. З 1890-х pp. активізувалися марксистські соц. гуртки, а згодом РСДРП; особливо популярними серед робітництва за революції 1905 року були меншовики, вони організували страйки, сутички з поліцією, демонстрації. Українська національна інтелігенція гуртувалася навколо харківської громади (П. Лобко, О. Потебня, В. Мова, Ф. Павловський тощо). У 1906 — 16 pp. у Харкові діяв Клуб ім. Г. Квітки-Основ'яненка, згодом перетворений на «Просвіту». При «Союзбанку» існувало кооп. видавництво, що видавало книжки українською мовою. Багато спричинилися до розбудови м. укр. роди з кра традицією: — Донець-Захаржевські, Шидловські, Алчевські та ін. У X. працював адвокат М. Міхновський, який 1900 на таємних зборах студентської громади оголосив свою програму «Самостійна Україна». Там таки закладено початки Рев. Української Партії (РУП). 1906 у Харкові виходив часопис українською мовою «Поради». Наприкінці 19 — на початку 20 ст. в Харкові працювали визначні вчені, культ.гром. діячі і письм.: Д. Багалій (ректор університету і голова міської ради), М. Сумцов, І. Білоконський, Іван Манжура, Павло Грабовський, Борис Грінченко й інші.

## Українські визвольні змагання

### Радянсько-українська війна
Влада у Харкові під час революції була в руках Тимчасового уряду та демократичних установ — губернатора комісара, міські думи, земств. Окремо творилися робочі ради, в яких переважали неукраїнські елементи, що намагалися перебрати владу в свої руки революційним шляхом, особливо після листопада 1917. Українці Харкова, репрезентовані в Українській Центральній Раді, гуртувалися в громадських і культурних товариствах, головне з метою впливати на міські справи й українське населення провінції. У Харкові засновано Українську губернаторську раду, скликано з'їзди сел та представників «Просвіти» Слобожанщини й створено товариство «Рідна Школа». У Харкові з'являлися 1917—1918 тижневик «Рідне Слово», соціально-дем. газета «Робітник» (тричі на тиждень) та щоденник соціальному напряму «Нова Громада». У двох перших універсалах Української Центральної Ради не говорилося ясно, чи її автономна влада поширюється й на Харків, 3-й універсал поширив її формально і на Харківщину без визначення кордонів. • У Харкові перебували й українізовані полки. Згідно спогадів М.Чеботаріва найбоєздатнішим з них був 2-й Український полк, створений шляхом Українізації 280-го піхотного, який нараховував 2500 багнетів. Але близькість Росії, у якій владу перебрали більшовики, і Донбасу, де фактично вони захопили владу також, та слабість поміркованих українських і російських сил вирішили долю Харкова. Вже з кінця листопада 1917 до Харкова прибули червоногвардійці з Росії та збольшевизовані матроси з Прибалтики. Вони у спілці з місцевими більшовиками роззброїли 13.12. війська Центральної Ради та російські антибільшовицькі сили; 24—25 грудня відбувся у Харкові з'їзд рад, який проголосив себе всеукраїнським та обрав радянський уряд України т. зв. Нар. секретаріат на чолі з Є. Медведєвим. Ось як про ці події згадує британський історик Роберт Конквест в своїй праці «Жнива скорботи: радянська колективізація і голодомор»:
|  | 16-18 грудня 1917 p. в Києві відбувся з'їзд Рад, на якому більшовики одержали тільки 11 % голосів. Тоді їхні делегати переїхали до Харкова, щойно зайнятого Червоною армією, і скликали там свій з'їзд Рад. Серед його делегатів переважали росіяни. 25 грудня 1917 p. з'їзд заявив про створення “радянського уряду” на чолі з Ю. Коцюбинським. 22 січня 1918 p. Центральна Рада проголосила Україну незалежною суверенною республікою, однак 12 лютого харківський маріонетковий уряд увійшов до Києва слідом за Червовою армією, а Центральна Рада переїхала до Житомира. |

Після Берестейського миру німецька армія й українські війська (серед ін. запор. полк під проводом П. Болбочана) 19. 4. 1918 звільнили X. від більшовиків. За гетьманської влади губерніальним старостою в Харкові був Петро Заліський. Серед ін. тоді створено гімназію ім. Б. Грінченка, дир. якої був М. Плевако, українізовано кілька ін. шкіл. Уряд закрив опозиційну газ. «Нар. діло». У листопаді 1918 короткочасно владу в Харкові захопили війська Директорії УНР, але 3.1.1919 місто знов опанували більшовики, і тут діяв сов. уряд України до 25.6, коли місто зайняли рос. білі війська ген. А. Денікіна, які перебували тут до 11.12.1919. Після перемоги червоних над Денікіном до X. повернувся третій укр. сов. уряд, і Харків став столицею УСРР.

## Радянський період

### Радянська Україна
У Харкові знайшли свій осідок Всеукр. Центр. Виконавчий Комітет і Рада нар. комісарів, центр. органи КП(б)У, профспілок, сов. респ. організацій. Працювали центр. кооп. установи: Українбанк, «Сіль. Господар», «Добробут», Українкустарспілка та ін. З кін. 1920-и.х pp. їх обмежено в діяльності і на поч. 1930-х pp. закрито. На поч. 1920-х pp. були відкриті деякі чужоземні дипломатичні місії та консульства. УАПЦ очолював архієп. О. Ярещенко (1923 — 26). В Харкові з 1921 з'являлися «Вісті ВУЦВК», українізовано високі школи (Інститут Нар. Освіти, Інститут Нар. господарства, Ком. Університет ім Артєма й ін.). У зв'язку з частою реорганізацією високого шкільництва змінювалося ч. вищих шкіл: на поч. 1920-х pp. їх було бл. 10, у 1930 — 23 інститути, 1940 — 36 (понад 30 тис. студентів). 1926 реорганізовано давній технологічний інститут і на базі його факультетів створено окремі самостійні інститути: машинобудів., хіміко-технологічний, електро-техн. та ін. Лише після другої світової війни ці інститути об'єднано і створено Харківський Політехн. Інститут. 1932 відновлено університет. З 1920 року діяла в Харкові українська школа червоних старшин, яку закрито з розгромом українізації на початку 1930-х років.

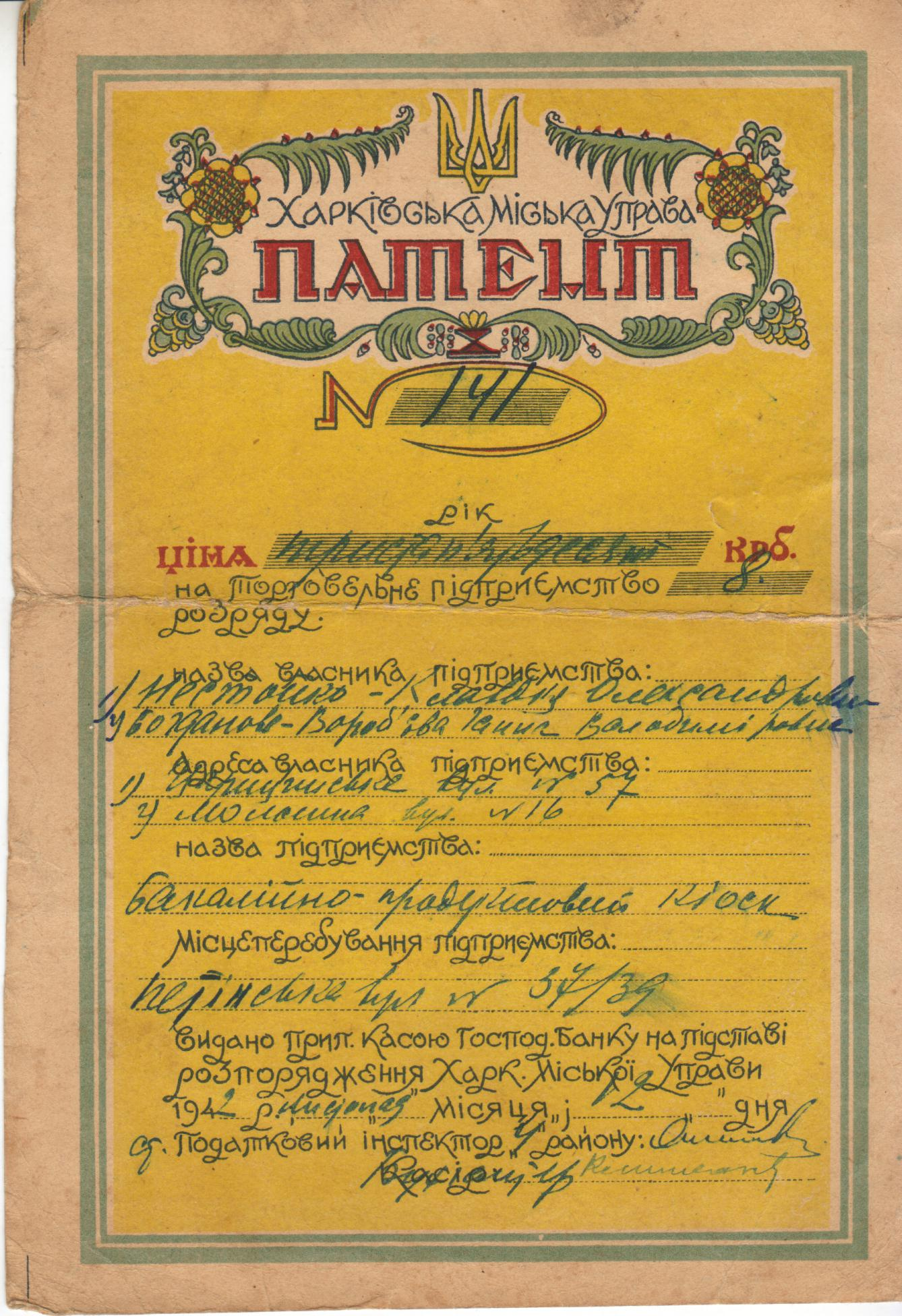
Патент виданий Харківською Міською Управою у 1942 році

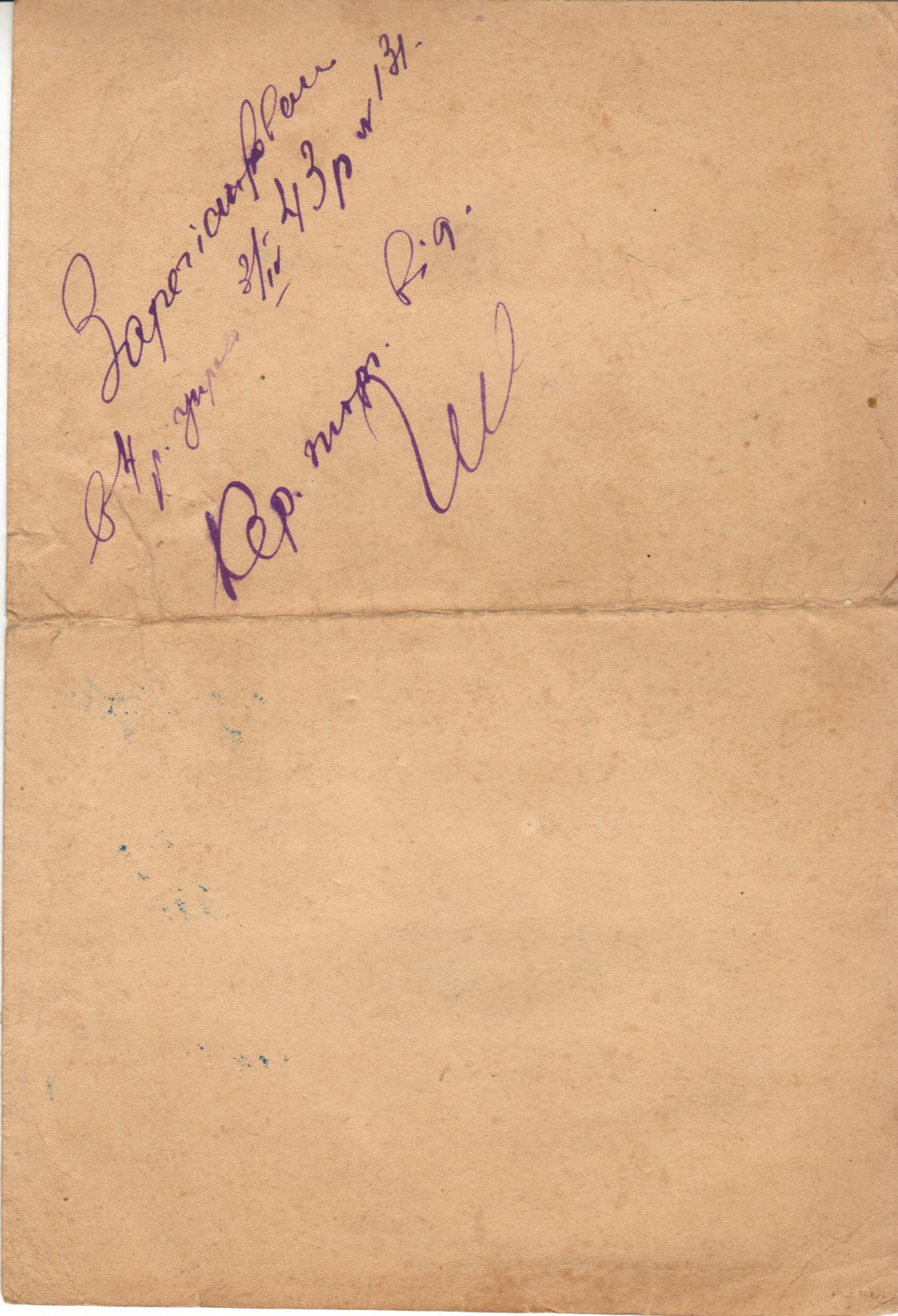
Зворотна сторона патента

З наукових установ працювали в Харкові:
- Наук. Комітет України,
- Сіль.-Госп. Наук. Комітет України,
- Іст. Архів,
- Центр. Статистичне Управління України,
- Центр. Архівне Управління УРСР,
- Всеукр. Агрономічне Товариство,
- Всеукр. Наук. Асоціація Сходознавства,
- Укр. Асоціація Марксо-Ленінських Інститутів та ін.

Цінну українознавчу працю провадили Укр. Наук. Досл. Інститут Географії та Картографії. Н.-Д. кафедра Історії України, Інститут Літератури ім. Т. Шевченка тощо. З 1920 діяли музеї: Харківський Всеукр. Іст. Музей, Музей Слобідської України ім. Г. Сковороди, Харк. Художній Музей. Працювали видавництва: Держ. Видавництво України, «Пролетарій», «Радянський селянин», кооперативні видавництва «Книгоспілка» і «Рух» (згодом ліквідовані). Широку діяльність розвинула Укр. Книжкова Палата.
Тут постали літературні і мистецькі об'єднання «Плуг», «Гарт», «Вапліте», ВУСПП, Пролітфронт та ін. Після ліквідації літературних організацій (1932) у Харкові створено 1934 єдину Спілку радянських письменників України. 1930 тут відбулася міжнародна конференція рев. письменників. Існувала низка мист. об'єднань.
З театрів діяли: Харківський Театр Юного Глядача (заснований 1920), Укр. Драматичний Театр ім. І. Франка (1923 — 26, згодом переведений до Києва), Харківський Держ. Укр. Акад. Театр Опери та Балету (українізований 1925), перенесений з Києва «Березіль» (1926 — 33), Харківський Червонозаводський Держ. Укр. Драм. Театр (1927 — 33), рос. Драматичний театр (1933); на противагу «Березолеві» засновано колами Всеукр. Спілки Пролет. Письм. Харківський Держ. Театр Революції під керівництвом М. Терещенка, що протривав у 1931 — 37 pp. У 1940 в X. було 14 театрів, у тому ч. кілька аматорських.
За радянських часів столичний Харків далі розбудовувався інтенсивніше від інших міст. Новим центром Харкова стала площа Дзержинського з комплексом будівель Держпрому (1925—1929; архітекти С. Серафімов, С. Кравець і М. Фельчер). На площі Повстання 1933—1938 постав палац культури електро-мех. зав. (будинок Червонозаводського театру з фресками М. Бойчука, В. Седляра й І. Падалки, пізніше знищеними); 1930—1934 збудовано кол. будинок проектів (нині університетський) та кол. будинок кооперації. Тоді ж збудовано нові та реконструйовано ряд старих зав.; закладено житлові комплекси «Новий побут», «Червоний промінь» і студентське м-ко. Тоді ж таки продовжено трамвайні лінії, впроваджено автобуси і тролейбуси. Після відбудови зруйнованої не так за війни, як за революції промисловості почалася прискорена індустріалізація Харкова. 1931 дав першу продукцію Харківський тракторний зав., згодом верстатобудів. (1933), турбінний (1934) та ін. Збільшили продукцію довоєнні: електромех., металообробний, траспортного машинобудування та ін. зав. 1930 почала діяти Харківська районна електростанція, що давала електроенергію підприємствам м. Одночасно з новими забудовами Харкова руйновано також іст.-культ. споруди. У 1930-х pp. зруйновано Миколаївський собор (УАПЦ), церкви — Мироносицьку, Дмитріївську та Різдва Христового (церква-фортеця з козачих часів) та ін.
Факт того, що Харків був столицею України, помітно позначився на українізації міста. Щойно розгром української культури в 1930-х pp., голод, чистки і перенесення столиці до Києва (1934) змінили становище Харкова, і він значно втратив з свого укр. характеру кін. 20-х — поч. 30-х pp.

### Друга світова війна
Під час другої світової війни Харків був значно зруйнований. Радянська влада перед наступом німецьких військ частину заводів й установ евакуювала, інші зруйнувала. Німецька армійська група генерала К. Р. Рундштедта вступила до Харкова 25.10.1941. Бувши в прифронтовій зоні, Харків лишився під безпосереднім військовим управлінням. У місті діяла Міська управа (гол. ректор Політехнічного Інституту О. Крамаренко, якого пізніше німці розстріляли за неефективність врядування та за підозрою у саботажі; головою міста (обербургомістром) у 1942 став адвокат О. Семененко), почали творитися госп. установи (міський банк, обласна споживча спілка тощо), «Просвіта» (гол. В. Дубровський), діяло націоналістичне підпілля, як також Громадський Комітет (гол. В. Доленко), виходила газета «Нова Україна», та журнал «Літ. Засів». До відновленої УАПЦ 1942—1944 приєднався митрополит Т. Будловський.
Упродовж 22-місячної окупації Харкова німцями цивільне життя не унормувалося, населення терпіло від голоду і холоду; число мешканців Харкова зменшилося до 160 000. Німці розстрілювали і вішали запідозрених у співпраці з радянськими партизанами та націоналістичних діячів. Перший радянський наступ на Харків відбувся у лютому 1943, і місто було короткий час у сов. руках. Під час нової німецької окупації міським головою спочатку був відомий хімік П. Козакевич, але вже за короткий час влада перейшла до військової адміністрації, багато жителів було виселено. 23.08.1943 був встановлений червоний прапор на будівлю Держпрому, цього дня видано наказ про звільнення міста, що вплинуло на відзначання Дня звільнення міста 23 серпня. Остаточно війська генерала І. Конєва здобули Харків 30.08.1943 р.

### Післявоєнні роки
Відбудова знищеного Харкова почалася ще за війни і тривала за наступних років, одночасно з реконструкцією й розростанням міста. Відбудовано ряд заводів, стали до ладу нові. Відновлено і поширено житловий фонд побудовою нових кварталів (Салтівка, Павлове Поле, Рогань, Олексіївка, Холодна Гора, Червона Баварія). За повоєнного часу покращав благоустрій міста: розпочато газифікацію приватних помешкань (проведено газ з Шебелинки), прокладено новий водогін з Краснопавлівки, збільшено трамвайні (тепер 33) маршрути, тролейбусні (36) і автобусні лінії (понад 50); річки змеліоровані. 1975 відкрито, метрополітен (1978 розпочато другу лінію) довжиною 18 км з 13 станціями (заплановано 3 лінії, разом 43 станції). Поширено торговельну мережу, освітні заклади та установи охорони здоров'я: відкрито кілька санаторіїв, будинків відпочинку в околицях Харкова. 1976 у Харкові діяло 70 лікарень з близько 60000 ліжок; лікарів — близько 7 000.
1980 Харків мав понад 2500 вулиць і провулків та 26 площ; серед них площі Дзержинського, Радянської України, Р. Люксембург, М. Тевелева, Повстання, Театральна, Залізнична; є кілька впорядкованих набережних. Харків тепер добре озеленене місто, має 110 парків і скверів; найбільші — Центральний парк ім М. Горького, сад ім. Шевченка, парк Артема, Лісопарк, Ботанічний сад.
Зросла роль Харкова як транспортного центру, з нього розходяться залізниці у 8 напрямах; найбільша станція — «Південна». Харків сполучений авіалініями з рядом міст України, СНД і Європи. Сучасний аеропорт збудовано 1954 року. Приміська і міжміська автобусна мережа має 290 маршрутів.

## Незалежна Україна

### Кінець ХХ— початок ХХІ століття
У середині 1990-х років були затверджені прапор та герб Харкова, перейменована низка вулиць та інших об'єктів. У 1995 році була відкрита перша ділянка Олексіївської лінії метро, почалося будівництво нових храмів, з'явилися нові пам'ятки, дельфінарій та були реконструйовані численні об'єкти інфраструктури. Місто розпочало активну міжнародну співпрацю, отримавши велику кількість нових міст-побратимів, першим з яких за часи незалежності, 14 червня 1993 року став китайський Тяньцзінь.
У 2011 році Харків був визнаний найкращим містом України за рівнем життя разом з Київом. У 2012 року Харків був одним з міст, які приймали Чемпіонат Європи з футболу: на стадіоні «Металіст» відбулося 3 матчі Групи В.
У 2013 році, під час Революції гідності, протестувальники за євроінтеграцію України 19 листопада зібралися на площі Свободи. Наступного дня протест перемістився до пам'ятника Тарасу Шевченку. Після того, як 22 лютого 2014 року президента Віктора Януковича було усунуто з посади, він мав намір приїхати до Харкова, щоб очолити з'їзд депутатів обласних рад від «Партії регіонів», але відмовився від цієї ідеї. 23 лютого у Харкові починаються виступи сепаратистів та їх сутички з Євромайданом. У квітні проросійські провокатори незаконно намагаються проголосити так звану «Харківську народну республіку». У травні подальші спроби проросійських сил йдуть на спад. 28 вересня 2014 року у Харкові відбувається повалення пам'ятника Леніну.

### Російсько-українська війна

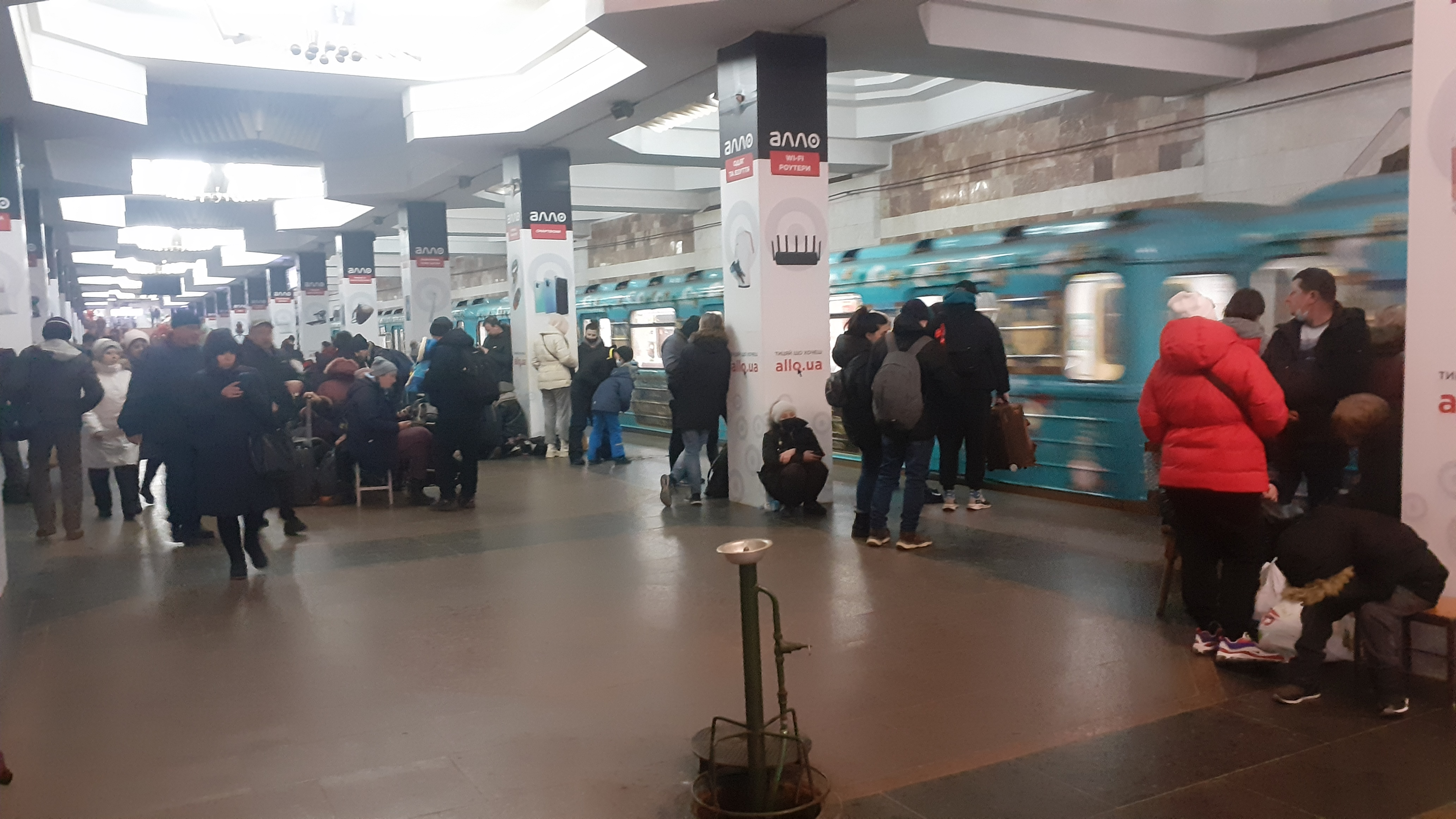
Станція метро «Героїв праці», перетворена на бомбосховище (24.02.2022)

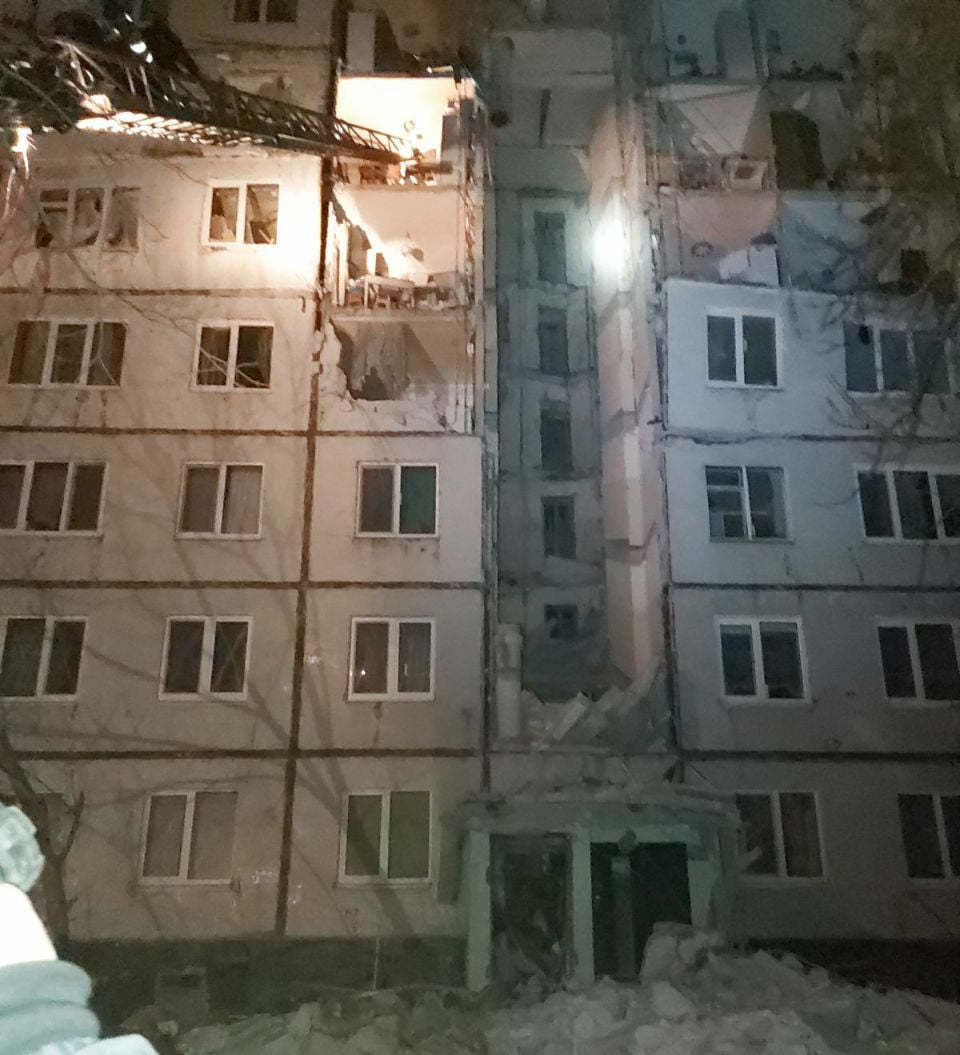
Житловий будинок у Харкові, пошкоджений 26.02.2022 від обстрілів росіян

24 лютого 2022 року, близько 5:00 (UTC+2) російські окупанти почали обстріли Харкова. Вночі проти 26 лютого були випадки прориву оборони; кілька ворожих танків зайшли у Харків, були знищені і контроль відновлено українськими військами.
Надвечір 25 лютого росіянами було завдано удар по обласній дитячій лікарні та Центру служби крові (що знаходяться на вулиці Клочківській) реактивним снарядом з касетною бойовою частиною. Загинув один чоловік, який чекав на свою чергу стати донором крові. Голова Харківської ОДА повідомив: кидаючи посеред дороги ворожу техніку, українським військам здаються групи по 5-10 осіб. Як тільки бачать хоча б одного представника ЗСУ — здаються. Для окупантів була створено ілюзію, що місто майже кинуте напризволяще та стане легкою здобиччю. Після цього окупантам дозволили зайти вглиб міста і почали ліквідовувати. У Харкові проводиться зачистка від російських ДРГ і військових, які потрапили до міста. Внаслідок боїв російські окупаційні війська втратити кілька автомобілів Тигр та понесли серйозні втрати в живій силі. Українські війська втратили один БТР-4. 28 лютого українські військові знищили російських окупантів та їхню техніку під час оборони Харкова. Втрати ворога — 15 вбитих, 4 полонених. В пообідню пору Харків зазнав масованого удару «Градами» — десятки загиблих і сотні поранених; серед загиблих — 3 дітей. 1 березня росіяни завдали ракетного удару по Майдану Свободи. Постраждало 6 людей, серед них — дитина. Була частково зруйнована будівля облдержадміністрації. З-під завалів врятували шестеро осіб, поранення отримали близько 20, загинули 29. Постраждали й сусідні будівлі, в тому числі консульство Словенії та Державний інститут з проектування підприємств коксохімічної промисловості. Стріляли з російського Бєлгорода, з стратегічного бомбардувальника-ракетоносця Ту-22, який випустив по Харкову 16 ракет класу «повітря-поверхня». Вранці 2 березня російські окупаційні війська вдарили по корпусу економічного факультету Харківського національного університету (будівлю зруйновано, на місці масштабна пожежа) і сусідній будівлі обласного управління поліції та СБУ. Загинуло 4 поліціянтів. Одна крилата ракета влучила у будівлю міської ради. Ракетним ударом був частково зруйнований і сусідній Палац праці. При цьому постраждала розташована неподалік наукова бібліотека університету імені Каразіна. Російський снаряд влучив в Успенський собор, де укривалися від ворога люди; пошкоджені обстрілами Антоніївська церква та церква Жон Мироносиць. Також окупанти завдали ракетного удару по дитячому майданчику.
Обстріли Харкова продовжилися. Організація Об'єднаних Націй заявила, що отримала докази використання Росією касетних боєприпасів у Вугледарі та Харкові. Сили спеціальних операцій ЗСУ в Чугуївському районі знищили колону військової техніки окупанта. За інформацією Штабу оборони, серед знищеної техніки окупанта — танки, бойові машини та паливозаправники. Російські окупаційні війська обстріляли будівлю спортивного комплексу «Акварена», поруч з яким немає жодного військового об'єкта.
Станом на початок квітня 2022 року група документаторів Інформаційного центру «Майдан Моніторинг» зафіксувала понад 200 частково або повністю знищених об'єктів цивільної інфраструктури у Харкові. Крім постійних несистемних обстрілів житлових кварталів, до яких може добити зброя РФ, від яких найбільше постраждали спальні райони Харкова, є також і цільове свідоме знищення певних типів цивільної інфраструктури (в тому числі — із використанням крилатих ракет), зокрема:
- Системи постачання газу, води, електрики та тепла, особливо розподільчі пункти, як то трансформаторні будки та підстанції, відділення водоканалу, магістральні газопроводи, лінії електропередачі в житлових кварталах.
- Заправки та системи зберігання палива (нафтосховища). Інші складські приміщення
- Транспортні депо для транспорту всіх типів. Так, наприклад, значних руйнувань зазнало Салтівське трамвайне депо[38].
- Підрозділи і підстанції рятувальних служб.
- Рейки — трамвайні, залізничні, лінії живлення електротранспорту.
- Супермаркети і ринки від найбільших до найменших.
- Телекомунікаційна інфраструктура.
- Навчальні заклади всіх типів — від дитсадків до університетів. Будинки культури та дитячої творчості.
- Адміністративні будівлі всіх типів.
- Місця видачі гуманітарної допомоги
- Пам'ятки історії, культури та меморіали.

Були зафіксовані випадки повторних ударів по об'єктах, якщо не їх не було знищено з першого разу.
На початку жовтня 2024 року спалахнула пожежа на полях фільтрації Диканівських очисних споруд в Основ'янському районі Харкова. Пожежа охопила 39 гектарів, через що відразу локалізувати пожежу не вдалося.